# Dimas da Silva
Dimas da Silva (Divinópolis, 20 de fevereiro de 1927 — Divinópolis, 22 de fevereiro de 2010) foi um futebolista brasileiro. Revelado pelo Tupi de Juiz de Fora, jogou em clubes como America-RJ, Sport, Vitória e América-PE, mas ganhou maior destaque pelo Vasco da Gama, atuando no Expresso da Vitória.
Sagrou-se artilheiro do Campeonato Carioca de 1947, vencido de forma invicta pelo Vasco, com 18 gols, superando nomes como Ademir de Menezes e Rodrigues Tatu. Em 1948, conquistou o Campeonato Sul-Americano de Campeões, primeiro torneio continental da história.

## Títulos
Tupi
- Campeonato Juizforano: 1945

Vasco da Gama
- Campeonato Sul-Americano de Clubes Campeões: 1948
- Campeonato Carioca: 1947
- Torneio Início do Rio de Janeiro: 1948
- Taça Centenários de Portugal: 1947
- Torneio Municipal de Futebol do Rio de Janeiro: 1947
- Torneio Gérson dos Santos Coelho: 1948

América-RJ
- Torneio Início do Rio de Janeiro: 1949
- Taça Carlos Martins Rocha: 1952

Sport
- Campeonato Pernambucano: 1953

América-PE
- Torneio Início de Pernambuco: 1955

## Artilharias
Vasco da Gama
- Campeonato Carioca: 1947 (18 gols)